# Le Tripot clandestin
Le Tripot clandestin és un curtmetratge mut francès del 1905 dirigit per Georges Méliès. Va ser venut per la Star Film Company de Méliès i està numerat del 784 al 785 als seus catàlegs.

## Argument
En una sala opulenta, una multitud de persones juga a una taula de joc. De sobte, un criat s'apressa per avisar-los que la policia està a punt d'atacar el seu joc d'atzar. En pocs moments, en una ràfega de panells mòbils, els jugadors disfressen tota l'habitació com una barreteria, amb les dones fent passar per barreters i els homes amagats a l'exterior. La policia de l'atac entra, està sorprès de no trobar cap bar de jocs i demana disculpes profusament per molestar els "barreters".
Tan bon punt la policia se'n va, la sala es torna a convertir en un joc d'atzar i els jocs es reprenen. Tot va bé quan el criat es precipita a anunciar una incursió molt més gran. Aquesta vegada no hi ha temps per transformar l'habitació, així que els jugadors simplement s'afanyen a sortir, deixant que un d'ells apagui la llum del canelobre. Es deixa caure a terra per amagar-se, i una multitud de policies i soldats s'afanyen a l'habitació enfosquida, la majoria d'ells ensopegant amb el jugador abans que pugui sortir corrent.
Els policies i els soldats, caient els uns sobre els altres a terra, s'enreden quan el seu líder encén el canelobre. Després d'instruccions severes del seu líder, tota la força es precipita a la taula de joc i comença el seu propi joc caòtic. Amagats darrere dels panells de trucs de l'habitació, els intrigants jugadors miren com els policies gaudeixen.

## Producció
La pel·lícula està marcada per un toc subversiu, amb els personatges que representen l'ordre endinsant-se en el caos. La transformació de la sala es fa amb maquinària escènica, augmentada per escamoteigs; l'efecte d'apagar i encendre l'aranya es va treballar amb persianes, que impedien que la llum entrés pel sostre de vidre de l'estudi.
Una impressió de la pel·lícula sobreviu, encara que falten algunes imatges al final.